# Кабат, Иван Иванович (сенатор)
Иван Иванович Кабат (1843—1902) — гофмейстер Высочайшего двора, тайный советник и сенатор.

## Биография
Родился 9 (21) декабря 1843 года. Происходил из Венгерского дворянского рода; сын врача И. И. Кабата.
В 1863 году окончил Александровский лицей и начал службу титулярным советником в ведомстве министерства юстиции; был прокурором Новгородского окружного суда. В 1880 году перешёл на службу в Государственную канцелярию, где исполнял должность статс-секретаря департамента гражданских и духовных дел государственного совета до своей отставки в 1883 году в чине действительного статского советника.
Выйдя в отставку поселился в имении в Курской губернии; был избран председателем курского сельскохозяйственного общества. Приглашался в различные правительственные комиссии по разработке сельскохозяйственных вопросов. При И. Н. Дурново занял должность директора хозяйственного департамента министерства внутренних дел; с 1894 года он состоял членом сельскохозяйственного совета министерства земледелия и государственных имуществ.
В 1895 году был пожалован гофмейстером Высочайшего двора. Был назначен сенатором 7 апреля 1900 года, присутствовал в первом департаменте Сената.
Умер 23 мая (5 июня) 1902 года, похоронен в Новодевичьем кладбище.

## Семья
Женился 9 января 1872 года на дочери почётного потомственного гражданина Елизавете Александровне Погребовой. В числе их детей:
- Елизавета (17.10.1872—?)
- Адриан (26.08.1874—?)
- Наталья (1883—1953), была замужем за А. П. Грековым.